# Level Plane Records
Level Plane was een Amerikaanse platenmaatschappij uit New York die zich vooral op emocore- en screamo-bands richtte. Het label werd opgericht door Greg Drudy (speelt onder andere in Saetia en Hot Cross) in 1997. Het label was oorspronkelijk opgericht om de eerste single van Drudy's band, Saetia, uit te geven. De naam van het label is afgeleid van een artikel uit het tijdschrift National Geographic.
Drudy noemt de labels Jade Tree Records en Dischord Records als inspiratiebronnen voor zijn label.
In 2009 werd Level Plane Records officieel opgeheven.

## Bands die bij Level Plane hebben gespeeld
- A Day in Black and White
- Air conditioning
- Amanda Woodward
- Anodyne
- Aussitot Mort
- Bloody Panda
- Books Lie
- Bright Calm Blue
- Bucket Full of Teeth
- City of Caterpillar
- Coliseum
- Defeatist
- Drain The Sky
- Envy
- The Fiction
- Forstella Ford
- Get Fucked
- Get Rad

- Gospel
- Graf Orlock
- The Holy Shroud
- Hot Cross
- Kaospilot
- Landmine Marathon
- Lickgoldensky
- Life at These Speeds
- Light the Fuse and Run
- Louise Cyphre
- Malady
- Melt-Banana
- Mikoto
- The Minor Times
- Muslimgauze
- Neil Perry
- North of America
- The Now

- Oil
- The One AM Radio
- pg. 99
- Ruhaeda
- Racebannon
- Saetia
- Saviours
- Shikari
- Sinaloa
- The State Secedes
- Thou
- Tombs
- Transistor Transistor
- Van Johnson
- the Vidablue
- Warwolf
- You and I